# Hyperidion thalassemae
Hyperidion thalassemae is een soort in de taxonomische indeling van de Myzozoa, een stam van microscopische parasitaire dieren. Het organisme komt uit het geslacht Hyperidion en behoort tot de familie Lecudinidae. Hyperidion thalassemae werd in 1931 ontdekt door Mackinnon & Ray.